# Castillo de Castalla
El castillo de Castalla, en la provincia de Alicante (España), es una fortaleza de origen islámico construida en el siglo XI sobre restos del neolítico y época íbero-romana, con reformas posteriores cristianas de los siglos XIV a XVI. Está situada sobre un cerro sobre la población y el curso del río Verde.
Las construcciones actuales son de finales de la Baja Edad Media y algunas de comienzos de la época Moderna.
Es  Bien de Interés Cultural con categoría de  Monumento.

## Historia
En 1251 Jaime I el Conquistador (1213-1276) cambia a Ximen Pérez D'Arenós, consuegro del rey musulmán de Valencia Abu Zayd, los castillos de Castalla y Onil por las poblaciones valencianas de Cheste y Villamarchante, por lo que el castillo es ocupado sin resistencia, siendo anexionado por tanto al Reino de Valencia.
En 1362 el rey de Aragón Pedro IV el Ceremonioso (1336-1387) se lo entrega al noble Ramón de Vilanova i Lladró, creando a tal fin la baronía de Castalla. El objetivo de esta entrega es que lo refuerze y lo defienda ante los ataques del rey de Castilla Pedro I, en la conocida guerra de los dos Pedros (1356-1369). Será en este momento del siglo XIV cuando se realicen la mayoría de las reformas que hasta nosotros han llegado, así se construye el "Palau" y el "Patí d'Armes".
La conocida como Torre Grossa (Torre Gruesa) fue la última construcción realizada pero esta ya sería realizada en el año 1579 (siglo XVI) como refuerzo y atalaya de vigía del castillo, ante los continuos ataques de los piratas del norte de África.
Durante la Guerra de Sucesión a la Corona Española (1701-1713), la comarca toma partido por el bando de Felipe V de Borbón, y el castillo pasa a ser almacén de alimentos y pertrechos militares. Al finalizar la Guerra el rey Felipe concedería en 1730 y 1732 a la villa los títulos de Muy Noble, Fiel y Leal, y tiempos después en 1890 la Reina Regente María Cristina en nombre del Rey Alfonso XIII le concedería el título de Ciudad.
En 1729 el castillo es heredado por los Marqueses de Dos Aguas que ostentarán la propiedad hasta principios del siglo XX en que su propietaria María Dasí Puigmoltó lo dona a la Iglesia de Nuestra Señora de la Asunción de Castalla. Posteriormente en el año 1989 pasa a propiedad municipal.
El 21 de julio de 1812 las tropas del general francés  Suchet derrotan a las tropas españolas comandadas por el general O'Donell en la conocida como primera batalla de Castalla, apoderándose del castillo. En esta batalla se puso de manifiesto la superioridad militar de los franceses muy inferiores en número frente a las fuerzas españolas. El 13 de abril de 1813 se libra la segunda batalla de Castalla, entre Suchet y las tropas del general español Francisco Javier Elio. En esta ocasión los franceses son derrotados y tienen que empezar el repliegue no ya solo en la comarca sino en todo el Reino de Valencia. Será el principio del fin de la presencia francesa en tierras valencianas.
Después de esta batalla el castillo quedaría abandonado y poco a poco fue deteriorándose. Los vecinos del pueblo empezaron a usar sus piedras como elementos constructivos de sus casas e incluso se excavó el castillo en busca de supuestos tesoros moros que nunca existieron. El castillo quedó arruinado. A finales del siglo XX el castillo empezó a ser rehabilitado para uso turístico.

## Descripción
La fortificación de forma alargada y delimitada por lienzos de muro recto de tapial con cubos cilíndricos, consta de tres partes: las murallas, la torre del homenaje, llamada Torre Grossa, y el palacio.
En el recinto, que ocupaba una gran superficie, son visibles otras torres y lienzos de murallas, otras dependencias dispersas en la franja central, así como un aljibe de grandes dimensiones.
El palacio de los siglos XIV y XV está situado en la parte de más anchura. De planta rectangular con dos torres circulares dispuestas en diagonal, se desarrolla alrededor de un patio, bajo el que se sitúa un aljibe.
La Torre Grossa, del siglo XVI, se sitúa en la parte central del recinto. De planta circular construida en tapial, remarca su acceso con sillería con dovelas de gran canto, observándose también restos de molduras góticas en las estancias.
La muralla principal fue el último elemento incorporado a la fortaleza y terminada en la segunda mitad del siglo XVI.

## Curiosidades
En 1929 se esculpió y se colocó en la Torre Grossa una escultura de piedra con forma de Jesús. Medía siete metros y estaba apoyada sobre una base de cinco metros. El objetivo era que se pudiera contemplar desde todos los pueblos próximos ya que era la zona de mayor altura. En la guerra civil española la escultura fue derruida.